# Francesc Botey i Vallès
Francesc Botey i Vallès   (Barcelona, 26 de novembre de 1931 - Querétaro, 14 d'abril de 1996) fou un sacerdot i activista social.
Va ingressar al noviciat dels escolapis el 1946 i fou ordenat sacerdot el 1954. Va compaginar la tasca pastoral i docent amb els estudis a la facultat de ciències de la Universitat de Barcelona (1953-55), de filosofia i lletres a la de Santo Tomás de Villanueva de l'Havana (1958-59) i de dret a les de Salamanca i Barcelona (1969-70).
Dedicat a l'ensenyament secundari a Barcelona fins al 1962, el 1963 anà a viure al Camp de la Bota, on es dedicà a tasques solidàries entre els gitanos i en denuncià la marginació i els abusos de què eren objecte, motiu pel qual el Tribunal de Orden Público el condemnà a un any de presó (1968-69) al centre concordatori de Zamora. El 1963 va fundar el Centre Escolapi Pastoral.
El 1971 fou destinat a Mèxic, on fou mestre de novicis i professor fins al 1974, que fou enviat a la zona minera de Maconí, on dedicà la resta de la seva vida a tasques pastorals, assistencials i de promoció social i religiosa. Col·laborà a Serra d'Or, entre d'altres revistes, i el seu llibre Els gitanos, una cultura folk a casa nostra (1970) tingué un ressò considerable.
Va ser germà del també activista social Jaume Botey.